# Lhok Seumot
Lhok Seumot is een bestuurslaag in het regentschap Nagan Raya van de provincie Atjeh, Indonesië. Lhok Seumot telt 1014 inwoners (volkstelling 2010).